# Aleksander Lukin
Aleksander Lukin è un personaggio dei fumetti creato da Ed Brubaker (testi) e Steve Epting (disegni), pubblicato dalla Marvel Comics. La sua prima apparizione è in Captain America (quinta serie) n. 1.
È uno degli antagonisti di Capitan America.

## Biografia del personaggio
Aleksander Lukin nacque nel piccolo villaggio di Kronas, nell'ex Unione Sovietica, era solo un bambino quando vide il suo villaggio raso al suolo da una battaglia tra il Teschio Rosso e gli Invasori; rimasto orfano in seguito alla morte della madre (uccisa nel corso della battaglia), il piccolo Alek venne adottato dal generale Vasilij Karpov, leader delle forze sovietiche.
Sotto la guida di Karpov Alek divenne una figura importante del KGB, tanto da divenire il successore dello stesso Karpov. Lukin divenne un leader efficiente e brillante durante la guerra fredda, ma con la caduta dell'U.R.S.S. se ne persero le tracce.
Di recente è riapparso nei territori dell'ex Unione Sovietica, dove pare si sia arricchito vendendo al mercato nero le armi appartenuto all'esercito, fondando la potente Kronas Corporation, e per questo motivo la Russia lo ritiene colpevole di alto tradimento e ha mandato il Guardiano Rosso ad arrestarlo; sfortunatamente, quest'ultimo venne catturato ed infine ucciso, mentre Lukin stava concludendo un affare con il Teschio Rosso.
Lukin era intenzionato ad impossessarsi del cubo cosmico in possesso del Teschio, grazie al quale avrebbe fatto risorgere l'U.R.S.S., ma quest'ultimo non era intenzionato a separarsene; fu allora che Lukin risvegliò dall'animazione sospesa il Soldato d'Inverno, che uccise il Teschio e s'impossessò del cubo.
Poco prima di morire però, il Teschio (che nel momento in cui fu colpito dal proiettile impugnava il cubo) trasferì la sua coscienza all'interno del corpo di Lukin: Aleksander quindi si ritrovò a dividere la sua mente con quella del nazista; sebbene i due siano nemici, con il tempo impararono a collaborare per seguire gli obbiettivi comuni, quali la morte di Capitan America e la caduta degli Stati Uniti.
Alla fine di Civil War il primo obiettivo è stato raggiunto, e adesso il duo Lukin/Teschio si sta organizzando alla realizzazione del secondo.
Ma il Soldato d'inverno ha recuperato la memoria (grazie all'intervento di Cap che ha utilizzato il potere del cubo cosmico per ripristinarne i ricordi) e ha deciso di vendicarsi di Lukin e si è messo sulle sue tracce per fargliela pagare; con suo enorme stupore però, ha scoperto che Lukin e il Teschio sono in qualche modo la stessa persona.
Lukin e il Teschio hanno cercato di separarsi sfruttando un congegno del Dottor Destino e il bimbo che aveva in grembo Sharon Carter (che avrebbe dovuto ospitare la mente del Teschio) ma le cose son sfuggite loro di mano, e Sharon, una volta libera, ha sparato a bruciapelo a Lukin, uccidendolo, mentre la psiche del Teschio si è trasferita in un corpo robotico simile a quello di Arnim Zola.